# Московский завод тепловой автоматики
Акционерное общество  «Московский завод тепловой автоматики» (сокращенно АО «МЗТА») — производитель и разработчик оборудования для автоматизации процессов энергосбережения.
«МЗТА» специализируется на автоматизации и диспетчеризации объектов посредством разработанного программно-технического комплекса «КОНТАР», а также приборов управления и учёта энергоресурсов. Московский завод тепловой автоматики занимается изготовлением и конструированием оборудования для атомных станций.

## История
В 1926 был основан завод «КОМЕГА», производивший клепаные котлы для котельных.
В период Великой Отечественной войны завод производил снаряды для систем реактивной полевой артиллерии «Катюша».
В период с 1945 года на заводе производилось вспомогательное оборудование для котельных.
В 1960 году завод был окончательно переориентирован на выпуск оборудования для автоматизации процессов в сфере энергетики. В этом же году завод был переименован. Его новое название — «Московский завод тепловой автоматики» («МЗТА»).
В течение последующих 20 лет были разработаны и произведены регуляторы серии РПИБ: «КАСКАД-1», «КАСКАД-2», «Р25», «Ф24» и другие.
С 1980 года налажено производство микропроцессорных регуляторов «ПРОТАР», «ПРОТЕРМ», «ТЕПЛАР», «ПРОЛОГ101». В последующем времени был разработан комплекс приборов «МИНИТЕРМ», применяющийся в системах вентиляции и кондиционирования, отопления и тепловодоснабжения.
В 1990-х годах предприятие потеряло государственные заказы и было близко к банкротству. Количество сотрудников снизилось с 2800 до 400 человек. Акции завода были выкуплены инвестиционной компанией «Финвест» Агаси Тутунджяна.
В 2001 году на рынке был представлен программно-технический комплекс «КОНТАР». Решение применяется для наблюдения и управления инженерным оборудованием на котельных, насосных станциях, других объектов жилищно-коммунального хозяйства.
В 2016 году «Научно-Технический Центр МЗТА» стал резидентом инновационного центра «Сколково». В 2019 году завод получил статус технопарка.